# Blind Witness
Blind Witness ist eine kanadische Deathcore-Band aus Granby, Québec. Die Band wurde 2006 gegründet und löste sich 2012 auf. 2014 folgte jedoch eine Reunion.

## Geschichte
Die Band wurde im Jahr 2006 von Sänger Jonathan Cabana gegründet. Zusammen mit einigen Freunden besetzte er kurze Zeit später die restlichen Posten der Band. Nach einigen Besetzungswechseln, wurde die Band im Jahr 2007 von Torque Records, welches wiederum von Victory Records verwaltet wird, unter Vertrag genommen. Die Band veröffentlichte kurz darauf das Debütalbum Silences Are Words. Im Anschluss dessen folgten einige Touren. Im Jahr 2009 folgte dann der Vertragsabschluss mit Mediaskare Records. Bei diesem Label veröffentlichte die Band das zweite Album Nightmare on Providence Street im Jahr 2010.
Es folgten Touren durch die USA und Kanada zusammen mit Despised Icon, Carnifex, The Acacia Strain, Beneath the Massacre, Suffokate und Sea of Treachery. Am 12. August 2012 gab die Band ihr letztes Konzert.

## Musikstil
Die Band spielt typischen Deathcore. Dabei sind die abwechslungsreichen Breakdowns sowie der sehr variable gutturale Gesang charakteristisch.

## Diskografie
- 2007: Means / Blind Witness (Split-Album mit Means, Torque Records)
- 2008: Silences Are Words (Album, Torque Records)
- 2010: Nightmare on Providence Street (Album, Mediaskare Records)
- 2015: I Am Hell (EP, Independent)

### Videos
- Baby, One More Notch
- Confessions
- Bleeding Blades